# Banville
Banville ist eine französische Gemeinde mit 802 Einwohnern (Stand: 1. Januar 2022) im Département Calvados in der Region Normandie (vor 2016 Basse-Normandie). Sie gehört zum Arrondissement Bayeux und zum Kanton Courseulles-sur-Mer. Die Einwohner werden Banvillais genannt.

## Geografie
Banville liegt nahe der Küste zum Ärmelkanal, etwa 15 Kilometer ostnordöstlich von Bayeux und etwa 16 Kilometer nordnordwestlich von Caen. Der Seulles begrenzt die Gemeinde im Osten. Umgeben wird Banville von den Nachbargemeinden Graye-sur-Mer im Norden, Courseulles-sur-Mer im Nordosten und Osten, Reviers im Osten und Südosten, Amblie im Süden, Colombiers-sur-Seulles im Süden und Südwesten sowie Sainte-Croix-sur-Mer im Westen und Nordwesten.

## Bevölkerung
| Jahr      | 1962 | 1968 | 1975 | 1982 | 1990 | 1999 | 2006 | 2013 | 2019 |
| --------- | ---- | ---- | ---- | ---- | ---- | ---- | ---- | ---- | ---- |
| Einwohner | 356  | 382  | 407  | 475  | 514  | 585  | 612  | 686  | 789  |

## Sehenswürdigkeiten
- Reste des früheren Römerlagers von La Burette
- Kirche Saint-Lô aus dem 18. Jahrhundert
- Schloss von 1545
- Häuser aus dem 18. und 19. Jahrhundert

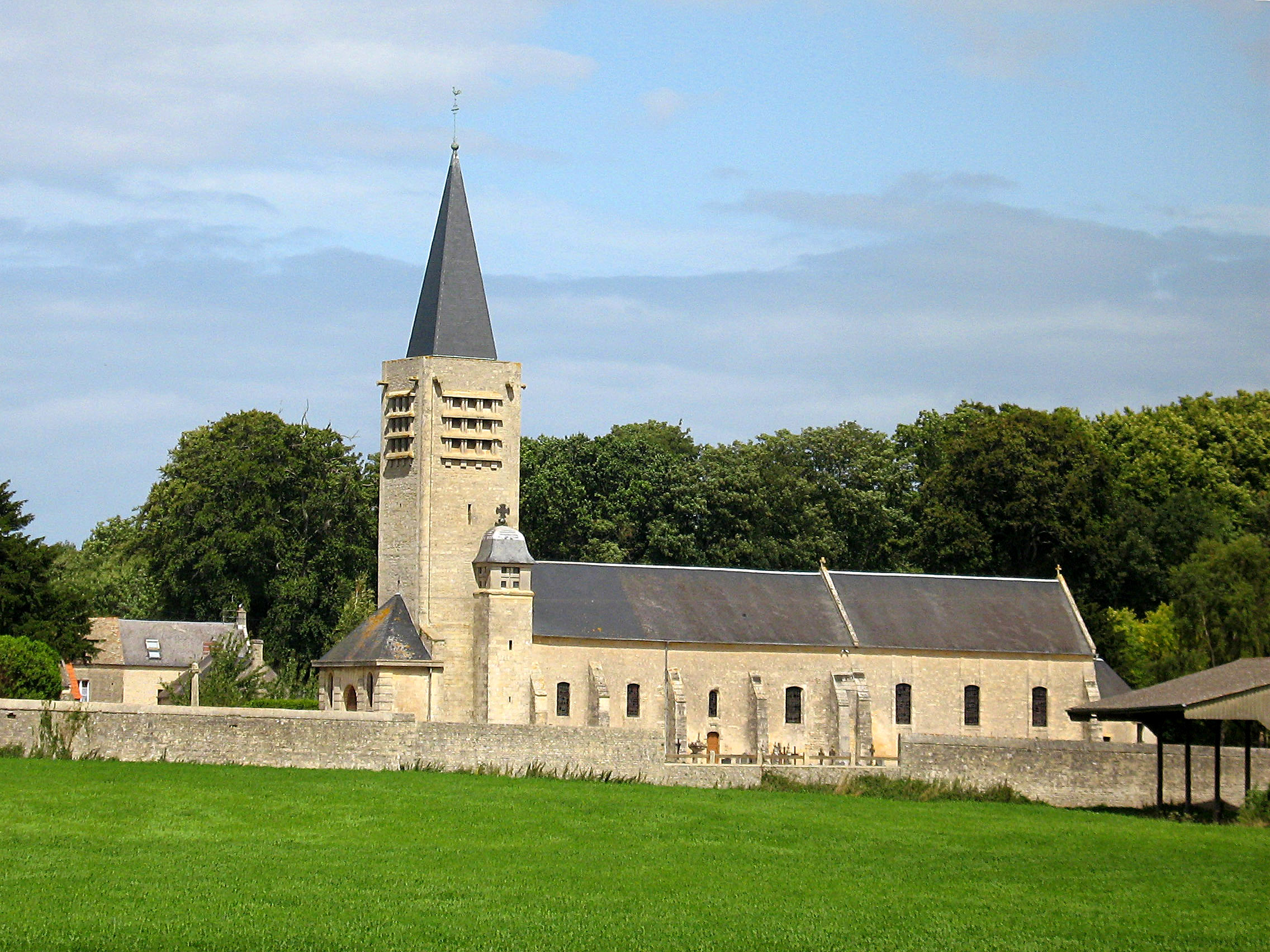
Kirche Saint-Lô